# Warden (Kent)
Warden – wieś w Anglii, w hrabstwie Kent, w dystrykcie Swale. Leży 31 km na północny wschód od miasta Maidstone i 73 km na wschód od centrum Londynu.